# 교와촌 (아이치현)
교와촌(共和村)은 아이치현 지타군에 설치되었던 촌이다. 현재의 오부시 북부에 해당한다.